# Pieszna
Pieszna – jezioro na Pojezierzu Ińskim, położone w gminie Ińsko, w powiecie stargardzkim, w woj. zachodniopomorskim. Pieszna znajduje się około 2 km na północ od miasta Ińsko.
Według danych gminy powierzchnia zbiornika wynosi 16,2 ha, jednak inne źródło podaje 13,50 ha.
W typologii rybackiej według danych gminy Ińsko, Pieszna jest jeziorem sandaczowym, jednak według danych Regionalnego Zarządu Gospodarki Wodnej jest to jezioro typu linowo-szczupakowego. Dominuje tu płoć, a gatunkiem towarzyszącym jest leszcz.
Około 0,7 km na południowy zachód znajduje się jezioro Zamczysko.